# Gottlieb Fauth

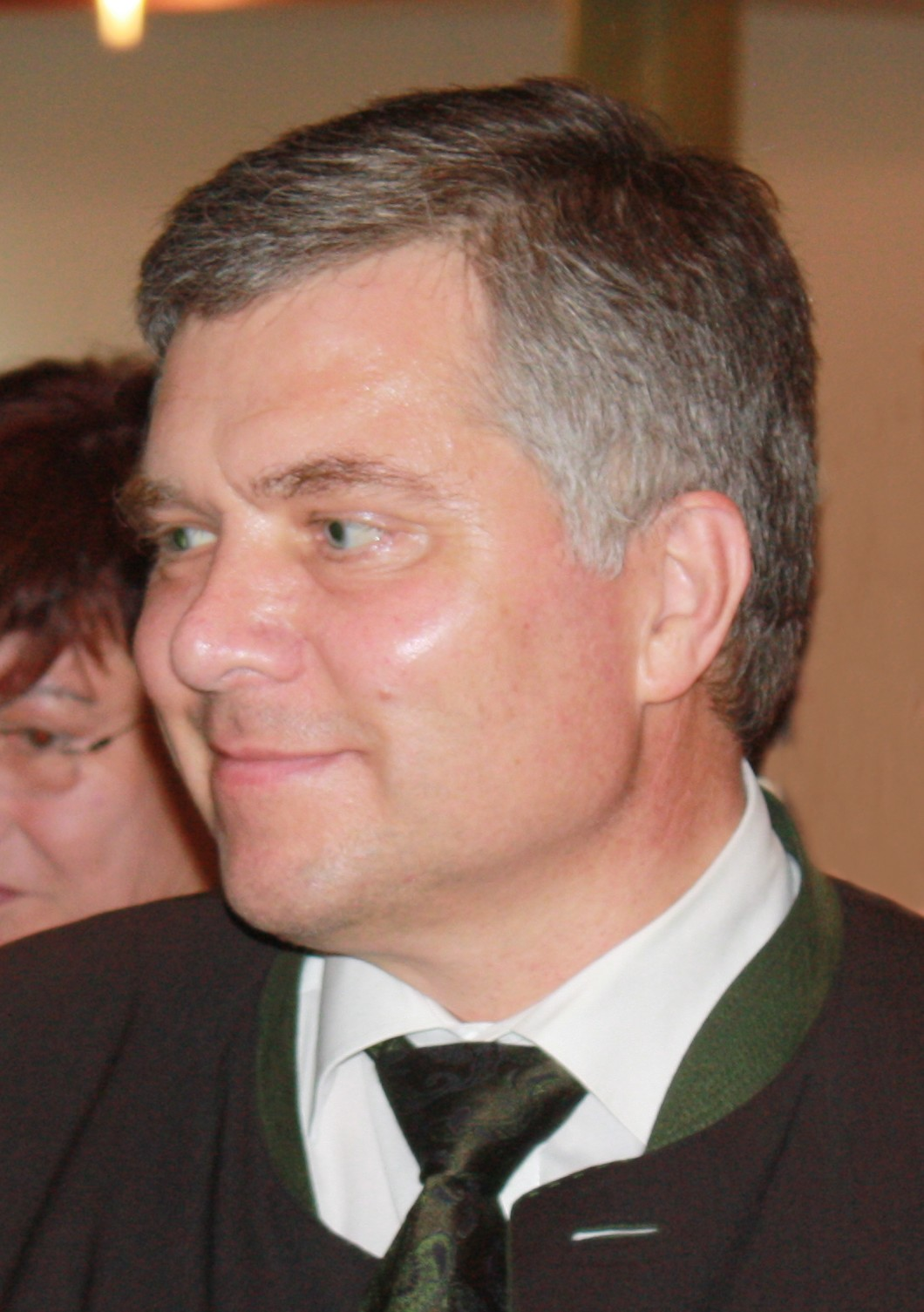
Gottlieb Fauth (2012)

Gottlieb Fauth (* 1. August 1956; † 26. Oktober 2023 in Vaterstetten) war ein deutscher Politiker (CSU). Er war von 2002 bis 2013 Landrat des Landkreises Ebersberg.

## Leben
Fauth studierte Agrarwissenschaften in Weihenstephan und schloss das Studium als Dipl.-Ing. agr. ab. Während des Studiums wurde er im Sommersemester 1977 Mitglied der Burschenschaft P.C. Apollo München. Von 1973 bis 1993 war er Mitglied in der Jungen Union. 1978 trat er in die CSU ein. Fauth war von 1984 bis 2002 Mitglied im Kreistag des Landkreises Ebersberg. Daneben gehörte er von 1984 bis 2002 dem Gemeinderat in Vaterstetten an. Von 1989 bis 2002 war er Ortsvorsitzender des dortigen Ortsverbandes. 1989 bis 2011 war er stellvertretender Kreisvorsitzender der CSU. Von 1996 bis 2002 fungierte Fauth als Geschäftsführer des Bundesverbandes Deutscher Kartoffelbrenner und des Verbandes Bayerischer Landwirtschaftlicher Brennereien e.G. Nachdem er von 2000 bis 2002 stellvertretender Landrat war, wurde er 2002 gegen vier Mitbewerber mit 59,35 % zum Landrat des Landkreises Ebersberg gewählt. Er folgte damit Hans Vollhardt (CSU). Bei der Wahl am 2. März 2008 erhielt Fauth 52,8 Prozent der Stimmen.
In Fauths Amtszeit fielen zahlreiche Investitionen in Bildungseinrichtungen im Landkreis, so der Neubau des Gymnasiums Kirchseeon und der Realschule Poing, die Beteiligung an der Beruflichen Oberschule Erding und Erweiterungen und Sanierungen bestehender Schulen, wie vom Franz-Marc-Gymnasium in Markt Schwaben.
Nach mehreren Jahren, in denen er durch eine schubförmig verlaufende, entzündliche Erkrankung des Nervensystems in der Ausübung seines Amtes beeinträchtigt war, beantragte Fauth nach zehn Jahren Amtszeit am 4. Oktober 2012 die vorzeitige Versetzung in den Ruhestand, aufgrund von Dienstunfähigkeit. Sein Nachfolger wurde Robert Niedergesäß (CSU).
Fauth war verheiratet und hat drei Kinder, einen Sohn und zwei Töchter.